# Namiętność (film 2000)
Namiętność (hindi जोश, Joś, [ʤoɕ]) – bollywoodzki musical z 2000 roku w reżyserii Mansoora Khana. Film jest indyjską adaptacją amerykańskiego musicalu West Side Story (1961). Główne role bardzo ze sobą związanych bliźniąt zagrali najpopularniejsi aktorzy Indii Shah Rukh Khan i Aishwarya Rai. 
Tematem filmu są rozgrywki dwóch gangów młodzieżowych i przedstawiona na ich tle miłość młodych należących do przeciwnych obozów. To historia wypełniona tańcem, śpiewem, ale i śmiertelnymi bójkami, spojrzeniami pełnymi miłości, ale i bolesną tajemnicą z przeszłości.

## Opis
Dwa młodzieżowe gangi podzieliły małe nadmorskie miasteczko Goa na dwie strefy wpływów, dwa wrogie obozy. Dzieli ich różnica wyznań: „Eagles” (Orły) są chrześcijanami, a „Bichhu” (Skorpiony) to wyznawcy hinduizmu. Dzielą ich też przyzwyczajenia, uprzedzenia i wzajemna podejrzliwość oraz umowa. Jeśli ktoś z wrogiego obozu wejdzie na terytorium drugiej strony, dochodzi do bójki. Daremnie, policja siłą, a ksiądz perswazją, próbują uciszyć wrogość między młodymi. Wzajemna nienawiść nie sprzyja miłości, a jednak brat przywódcy „Bichhu” Rahul zakochuje się w Shirley, siostrze Maxa, kierującego gangiem „Eagles”.

## Obsada
- Shah Rukh Khan – Max, przywódca gangu „Eagle”
- Aishwarya Rai – Shirley, jego siostra
- Sharad Kapoor – Prakash, przywódca bandy „Bichhu”
- Chandrachur Singh – Rahul, jego brat
- Priya Gill – dziewczyna Maxa
- Sushant Singh – Gotiya

## Muzyka i piosenki
Muzykę do filmu skomponował Anu Malik, twórca muzyki do takich filmów jak Akele Hum Akele Tum, Aśoka Wielki czy Jestem przy tobie. Piosenki śpiewają Udit Narayan, Alka Yagnik i inni:
- Apun Bola (śpiewa Shah Rukh Khan)
- Lola
- Sailaru Sailaru
- Hai Re Mera Dil
- Hum To Dil Se Haare

## Nominacje doNagrody Filmfare Power
- nominacja do Nagrody Filmfare dla Najlepszego Filmu
- nominacja do Nagrody Filmfare dla Najlepszego Reżysera – Mansoor Khan
- nominacja do nagrody Filmfare dla najlepszego Aktora Drugoplanowego – Chandrachur Singh
- nominacja do Nagrody Filmfare za Najlepszą Rolę Negatywną – Sharad Kapoor
- nominacja do Nagrody Filmfare za Najlepszą Muzykę – Anu Malik